# Amakusaxius
Amakusaxius is een geslacht van kreeftachtigen uit de klasse van de Malacostraca (hogere kreeftachtigen).

## Soort
- Amakusaxius amakusanus (Miyake & Sakai, 1967)